# دهستان سیدآباد
دهستان سیدآباد دهستانی در بخش سیدآباد شهرستان چناران در استان خراسان رضوی ایران است.
این دهستان بر اساس مصوبه هیئت وزیران در تاریخ ۱۲ آبان ۱۳۹۹ تأسیس شد.

## جمعیت
براساس سرشماری عمومی نفوس و مسکن در سال ۱۳۹۵، جمعیت این دهستان برابر با ۱۰۱۴ نفر بوده است.